# Ataques a la Residencia Quaid-e-Azam de 2013

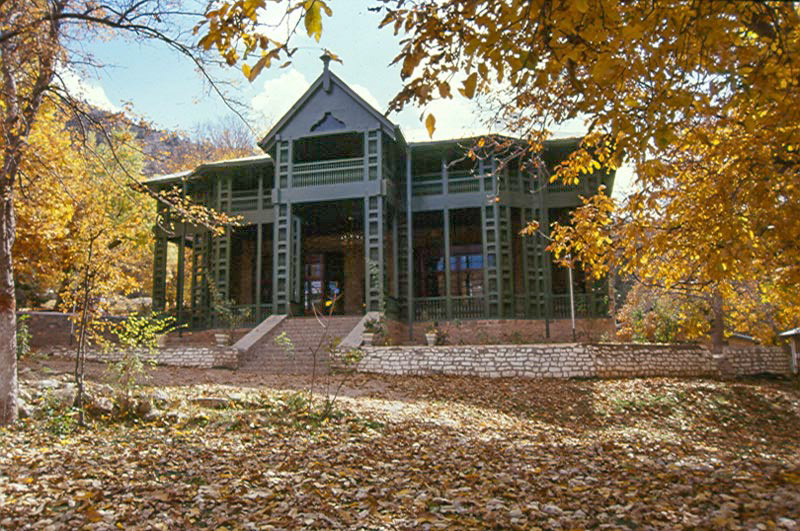
Quaid e Azam Residency, Ziarat, Pakistán.

El 15 de junio de 2013, la histórica Residencia Quaid-e-Azam fue atacada con cohetes por parte de militantes pertenecientes a la BLA. Fue completamente quemada como resultado del intenso ataque. El mismo día, otro atentado terrorista ocurrido en Baluchistán, destinado a estudiantes universitarios de sexo femenino y un hospital, causando varios heridos.

## Ataques
Los agresores atacaron el patrimonio con cohetes y granadas de mano inmediatamente después de la medianoche del 15 de junio, la destrucción de la residencia, que albergaba al fundador de Pakistán, Muhammad Ali Jinnah, en sus últimos dos meses y diez días. Tres cohetes fueron disparados desde un lugar desconocido, matando a un policía identificado como Muhammad Tahir Jan. Cuatro a cinco terroristas en dos motocicletas atacaron la residencia con bombas.
La estructura de madera del edificio fue incendiado por el ataque y las brigadas de extinción tuvieron que ser llamadas desde Quetta. El fuego fue extinguido después de cuatro horas de duración, pero el edificio estaba completamente quemado.
Se informó por los lugareños que la residencia fue invadida por hombres armados y mataron a dos guardias desarmados. Después colocaron bombas y lanzaron granadas cuando salieron de la residencia.
Seis bombas más se plantaron dentro de la residencia, que fueron desactivados por el escuadrón de disposición de bomba. Cada bomba pesa entre 2 y 3 kilogramos. Los asaltantes escaparon sin tocarla.
El ministro del Interior de Pakistán, Chaudhary Nisar dijo a la Asamblea Nacional, el mismo día que los militantes habían quitado la bandera paquistaní, reemplazándola con una bandera de la BLA.

## Investigaciones
El ministro del Interior de Pakistán, Chaudhary Nisar también presentó informe de la investigación preliminar del atentado en la Asamblea Nacional de Pakistán en el mismo día. Informó que hubo disparos y cinco explosiones en la residencia aproximadamente a la 1:15.
FC y la policía de Pakistán también comenzaron las investigaciones sobre el incidente. Un gran número de turistas solían visitar la ciudad y los monumentos conmemorativos de la Quaid cada verano.